# Peraclidae
Peraclidae is een familie van weekdieren uit de klasse van de Gastropoda (slakken).

## Geslacht
- Peracle Forbes, 1844